# Víctor Elías (economista)
Víctor Jorge Elías (San Miguel de Tucumán; 21 de julio de 1937 - ibídem; 17 de marzo de 2023) fue un economista, profesor y académico argentino, reconocido como uno de los mayores especialistas en crecimiento económico de América Latina, miembro de la Academia Nacional de Ciencias Económicas y de la Asociación Argentina de Economía Política, que presidió en dos oportunidades. Fuentes de crecimiento, publicado en 1992, sintetiza sus aportes en el campo de la contabilidad del crecimiento económico, al desagregar el crecimiento del PBI en, por un lado, mayor cantidad y calidad de los factores productivos utilizados y, por otro, cambio tecnológico.
En 1996 fue premiado con un Konex al Desarrollo Económico y en 2016 la Universidad del CEMA lo nombró Doctor Honoris Causa.

## Biografía
Nació el 21 de julio de 1937 en San Miguel de Tucumán siendo el menor de 11 hermanos, de los cuales 7 llegaron a la adultez. Sus padres, Julio Elías y Bahilla Assaf, eran inmigrantes sirios provenientes de la minoría cristiana ortodoxa siríaca de los suburbios de Homs, que habían llegado a Argentina alrededor de 1914. De la procedencia de sus padres se explica que recibiera el apodo de turco. Su padre, analfabeto y dedicado al comercio ambulante de ropa en parajes rurales, lo llevaba regularmente en sus jornadas laborales, durante las cuales Elías tuvo sus primeros contactos con la economía.
En 1961, habiendo aplicado para el MIT y las universidades de Harvard y de Chicago, se trasladó a esta última becado por la Organización de Estados Americanos, gracias a gestiones de Adolfo César Diz, entonces director del Instituto de Economía de la Universidad Nacional de Tucumán, donde Elías había cursado hasta entonces al simultáneo una licenciatura que aglomeraba las que hoy están divididas en economía y en contabilidad.